# Filippinernas Billie Jean King Cup-lag
Filippinernas Billie Jean King Cup-lag representerar Filippinerna i tennisturneringen Billie Jean King Cup, och kontrolleras av Filippinernas tennisförbund. 

## Historik
Filippinerna deltog första gången 1974. Bästa resultat är åttondelsfinalen 1982.